# M24軽戦車
M24チャーフィー軽戦車（英語：Light Tank M24）は、第二次世界大戦においてアメリカ合衆国が使用した軽戦車。
愛称はアメリカ軍戦車開発のパイオニアであったアドナ・R・チャーフィー・ジュニア将軍にちなみチャーフィー（Chaffee）と名付けられた。

## 概要
M3/M5軽戦車シリーズの更新用として、機甲作戦においてより広範囲な任務を遂行できる新型戦車として設計・開発が行われた。GMCキャデラック・モーターカー製造部とマスセイー・ハリス社により約4,700輌が生産され、アメリカ軍の他に戦後は西側諸国に広く供与されて長らく使われた。

## 開発

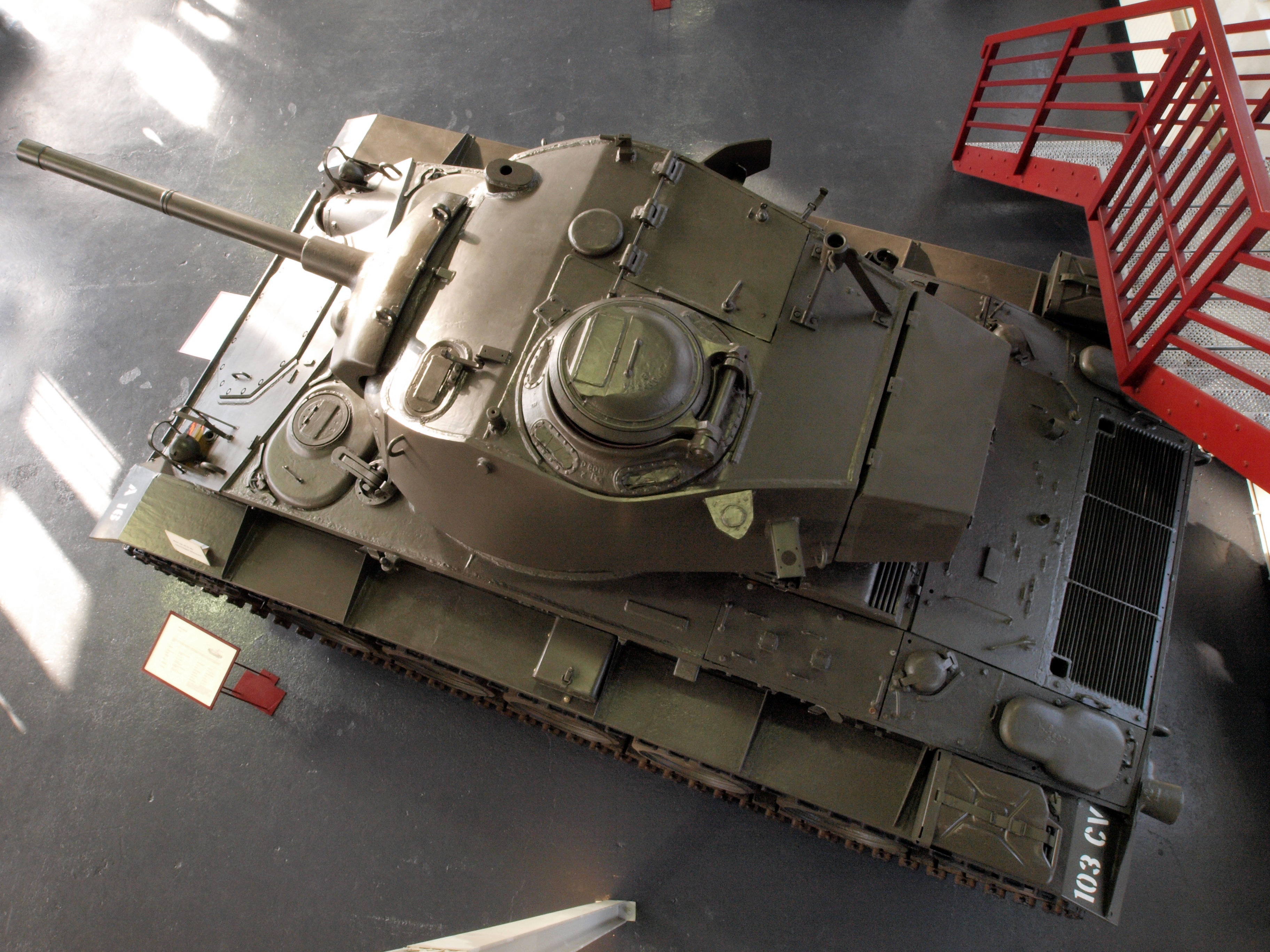
M24 上方より
避弾経始を考慮した砲塔形状がわかる

アメリカ陸軍では1942年に北アフリカにおいてドイツ軍と戦闘を行なったイギリス軍所属のM3軽戦車の運用実績などの調査を行い、新に開発される軽戦車には「75mm程度の戦車砲を装備し、強力な装甲を持たせる」ことが要求された。これは、従来の37mm砲では、徹甲弾による対戦車戦闘にも榴弾による対戦車砲の制圧にも、全くの威力不足であったことが理由となっている。これを受けて75mm砲搭載の軽戦車としてT7が試作されたが、あまりにも多くの要求を盛り込んだ結果、T7は重量は最終的には25トンに増大、M7中戦車として採用されはしたものの、ひどく中途半端な車輌となってしまった。
そのため、M7中戦車の車体レイアウトと、M5軽戦車の操行装置とエンジンを用いた新たな軽戦車・T24の開発が決定された。ツイン・キャデラック・シリーズ 44T24エンジン（グロス出力286馬力、ネット出力220馬力）は従来通りだが、変速機はキャデラック製ハイドラマチック自動変速機（前進4速後進1速）にハイ・ロー切替の副変速機を追加、サスペンションには垂直渦巻きスプリングのボギー式を止めトーションバー式を採用した。これらの組み合わせは、後のM41軽戦車に採用された超信地旋回もできるクロスドライブ式ほどではないにせよ、路外機動性・操縦性に優れた機構となった。また、副操縦士兼前方機銃手の席にも操縦装置が備えられ、こちらの側でも同じように操作できた。重量を抑えるため砲塔防盾を除く装甲主要部は25.4mmと、M3A3軽戦車やM5軽戦車同様だが、車体、砲塔共に格段に避弾経始が優れた物となっている（もっとも軽戦車の限界で、朝鮮戦争でT-34の85mm砲の榴弾に撃破されるレベルであった）。また、M4中戦車用の75mm砲と同じ砲弾を使用しながら、同心駐退複座方式でコンパクトにまとまった軽量な75mm戦車砲 T13E1が試作され、試作型のT24ではM5、量産型のM24ではM6と命名して搭載された。これは当時使用されていたB-25H爆撃機に搭載されていたAN/M9がベースとなっている。
T24の試作車は1943年10月に完成し、運用試験が行われた。翌1944年3月より生産を開始、1944年4月-1945年8月までに4,731輌（GMCキャデラック・モーターカー製造部：3,961輌、マスセイー・ハリス社：770輌）が生産された。

## 実戦投入

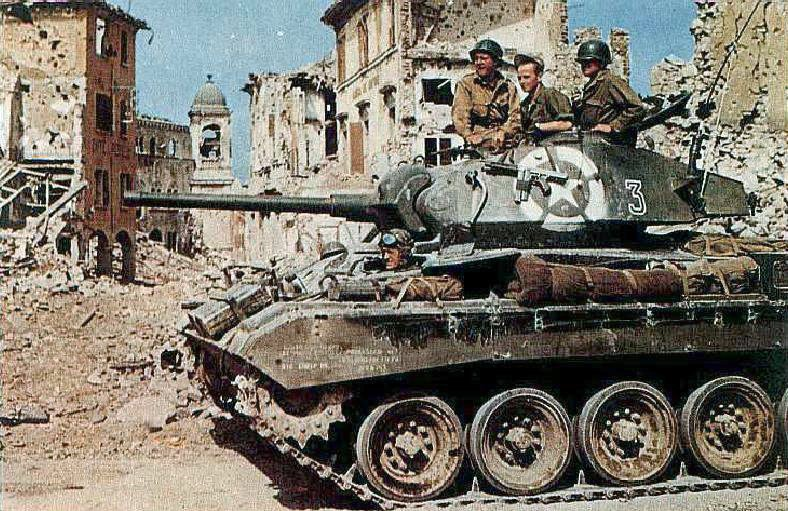
M24
1945年イタリアでの撮影

本車は1944年末よりヨーロッパに送られ、最初に部隊配備された20輌が「バルジの戦い」で初陣を飾った。機甲師団戦車大隊と機械化騎兵偵察大隊の軽戦車中隊に配備され、ドイツ軍のIV号戦車を撃破している。以降、配備された車輌の少数が実戦を経験し、1945年3月初め頃には、ドイツ国内のドマゲン近郊で、第4機甲偵察大隊F中隊のM24が、榴弾の爆発の衝撃での車内の即用弾薬を誘爆させる手段で、ティーガー戦車2輌を撃破したことが記録されている。
しかし、それまでのずんぐりしたアメリカ戦車と異なり、敵のパンター戦車のようなスマートな形状ゆえ味方から誤射されることもあり、「パンサー・パプス」（仔豹）などとも呼ばれた。イギリス軍へも289輌が供与されたが、実戦投入前に終戦を迎えた。またレンドリースの参考用としてソ連軍にも2輌が送られ、全体的に高い評価を得たものの、既に軽戦車というジャンルそのものが装甲も火力も力不足であるとして、それ以上の供与が求められることは無かった。製造されたM24のうち、1946年から1950年にかけて1600輌ほどが、オーバーホールと近代化改修を受けている。

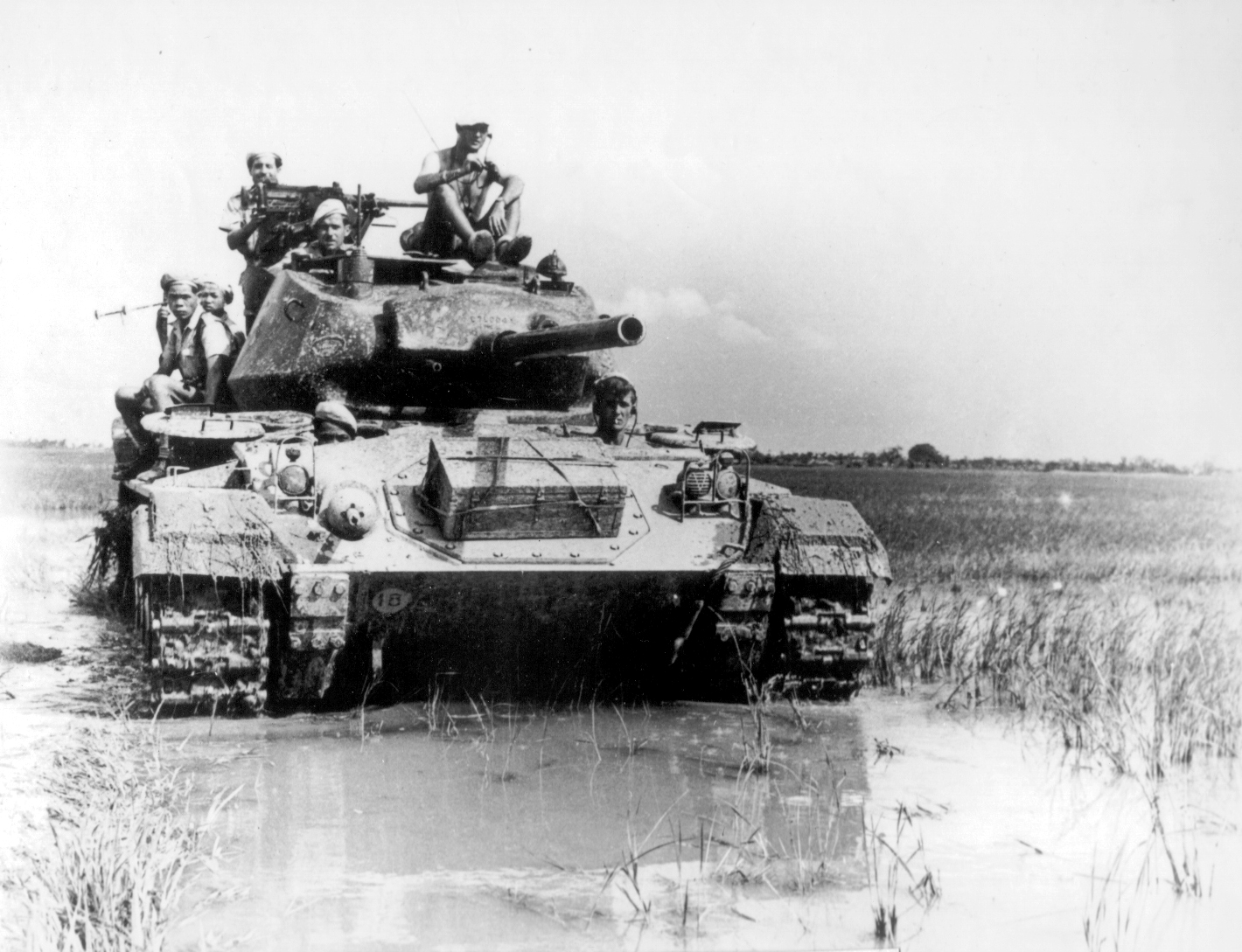
インドシナ紛争におけるフランス軍のM24

第二次世界大戦後もアメリカ陸軍は主力軽戦車としてM24軽戦車を使用していたが、朝鮮戦争においてT-34-85を相手に苦戦を強いられ、第二次大戦後に開発が始まった戦後型軽戦車のM41軽戦車にその座を譲ることになる。また、フランス軍に供与された車輌は分解されてベトナムに空輸され、ディエンビエンフーの戦いでベトミンと戦った。その後、南ベトナム軍もフランス（撤退時に残されたうちの残存車輌で43輌ほど）やアメリカ（追加供与で32輌）から得た本車を装備して、北ベトナム軍や南ベトナム解放民族戦線と戦ったが、1965年から供与の始まったM41と交代して、空港や施設の防衛任務に回されていった。
前述の国以外にも、M24軽戦車はイタリア（50輌）、イラク（78輌）、イラン（180輌）、ウルグアイ（17輌）、エチオピア（34輌）、オーストリア（54輌）、オランダ（50輌）、カンボジア（36輌）、ギリシャ（170輌）、サウジアラビア（52輌）、スペイン（180輌）、タイ（20輌）、台湾（292輌）、トルコ（114輌）、ノルウェー（72輌）、パキスタン（282輌）、ベルギー（130輌）、ポルトガル（16輌）、ラオス（4輌）といった西側諸国他に供与され、1970年代から1980年代まで使用され続けた。
中華民国国軍（台湾軍）の車両は金門島及び馬祖島で2000年頃まで現役装備としてトーチカに収容されて配備されていた（現在は引き揚げられて博物館に展示されている）。

### 日本におけるM24

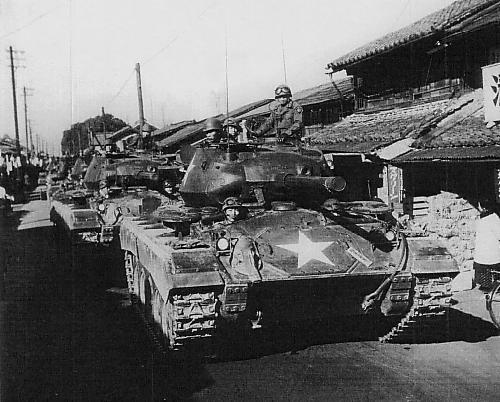
高崎市の市街地を行進する保安隊のM24特車
アメリカ軍の白星が描かれたままになっている
1953年1月の撮影

日本には警察予備隊の創設とともに重装備の一つとして本車の供与が決定され、1952年3月から8月にかけて最初の引渡しが行われ、最終的な供与数は238輌だった。ただし、同年10月の保安隊発足に伴い、実質的な訓練と部隊編成は保安隊発足以後に行われることとなった。
導入当初は憲法九条との兼ね合いから「戦車」ではなく「特車」と呼ばれた。
最初の40輌は相馬原で編成された特別教育隊と普通科連隊第14中隊に少数ずつ分散装備された。後に各師団戦車大隊向けに375輌が供与され、同じく供与されていたM4A3E8と共に、初期の陸上自衛隊の機甲兵力を担った。小柄な車体からM4に比べて日本人の体格に合い、操縦性、踏破性などテケ車に近いと高く評価された。
大型のM4が在北海道部隊などに優先配備されたのと異なり、小型軽量の本車は全国の部隊に広く配備され、創設間もない陸上自衛隊の代表的な「戦車」（装備当時の呼称は「特車」）となった。1961年からはM41軽戦車及び61式戦車の導入が進められて本車との装備更新が進められ、1974年には最後の車両が退役している。
退役した車両は順次返還が行われたが、少数が現在も日本国内に残存しており、富士駐屯地を始めとして陸上自衛隊駐屯地の展示品として保存されている。

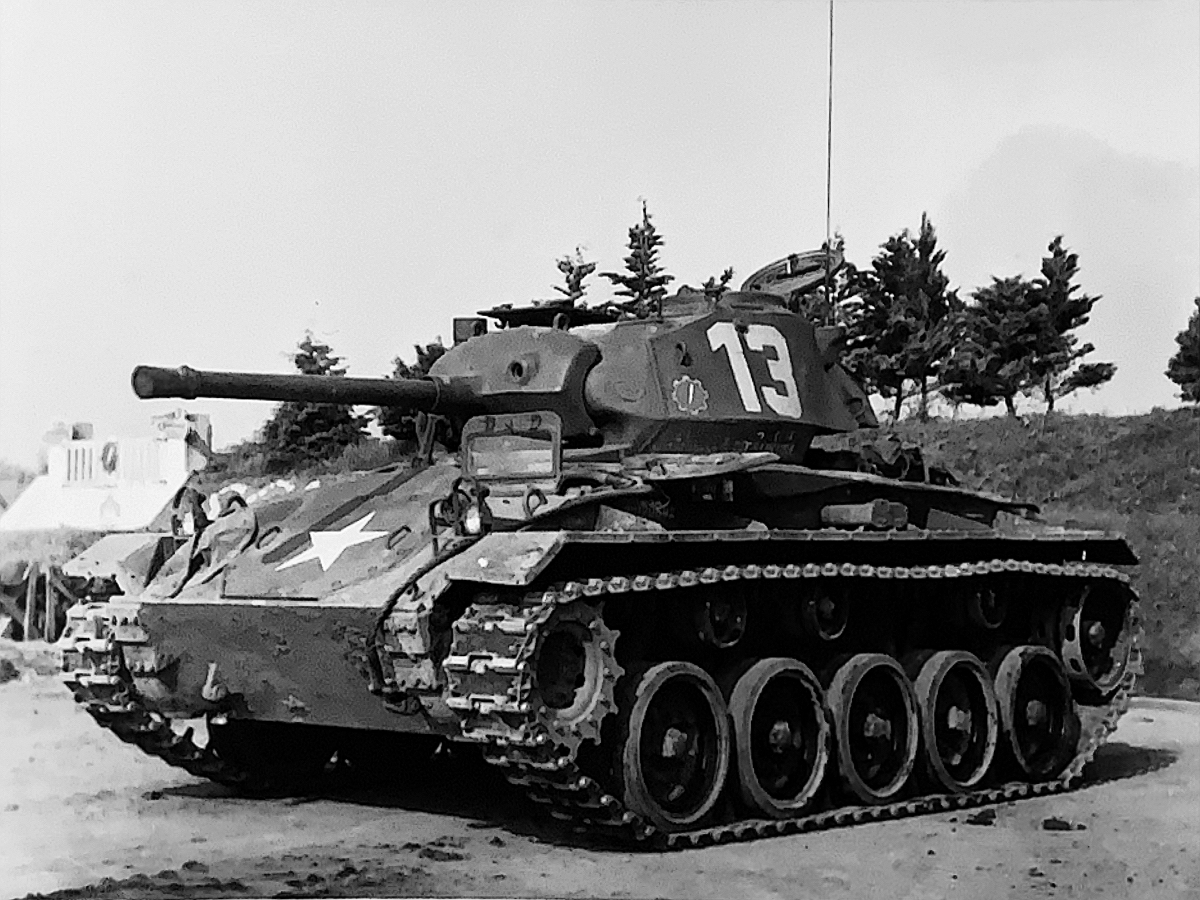
M24特車（1950年代）
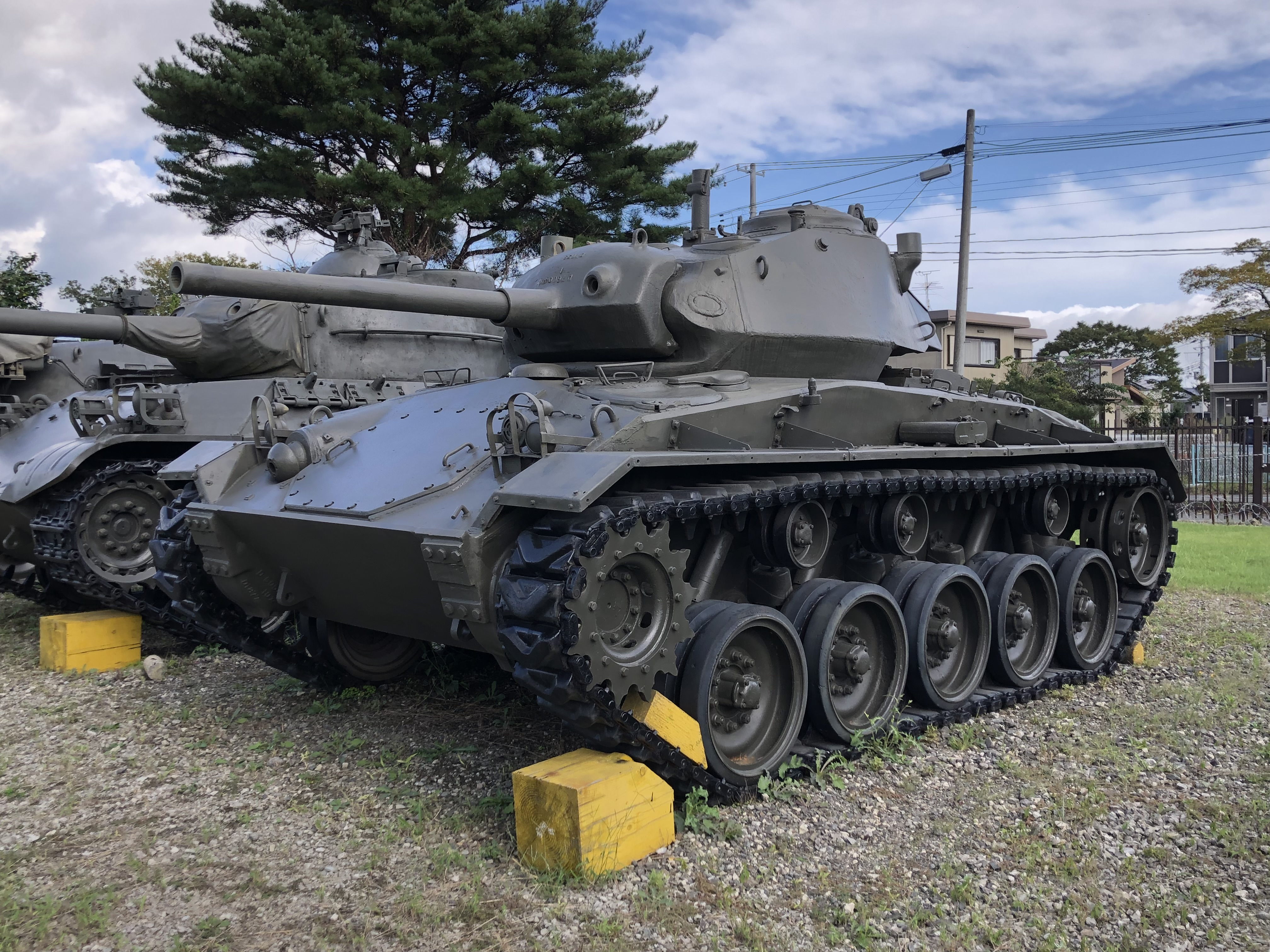
宮城県大和駐屯地で展示されているM24

#### 事故
- 1971年10月12日 - 第八師団西部方面隊の第八戦車隊の1両が大分県玖珠町の県道を走行中、水田に転落して炎上。2人は脱出に成功したものの、2人が焼死した[3]。

## 派生型
M24は車体を流用した各種の派生型が開発された。40mm連装高射機関砲を搭載したM19 GMC（Gun Motor Carriage）、105mm榴弾砲を搭載したM37 105mm HMC（Howitzer Motor Carriage）、155mm榴弾砲を搭載したM41 155mm HMCなどの自走砲車台が制式化された他、75mm高射自動砲を搭載したT22、12.7mm重機関銃M2 6丁を装備した砲塔を搭載したT77　MGMC（Multiple .50 caliber Gun Motor Carriage）、4.2インチ迫撃砲を搭載したT38　自走迫撃砲、変わったところではM27 105mm無反動砲4門を搭載した対戦車車両（T19）など、各種の車両が試作されている。

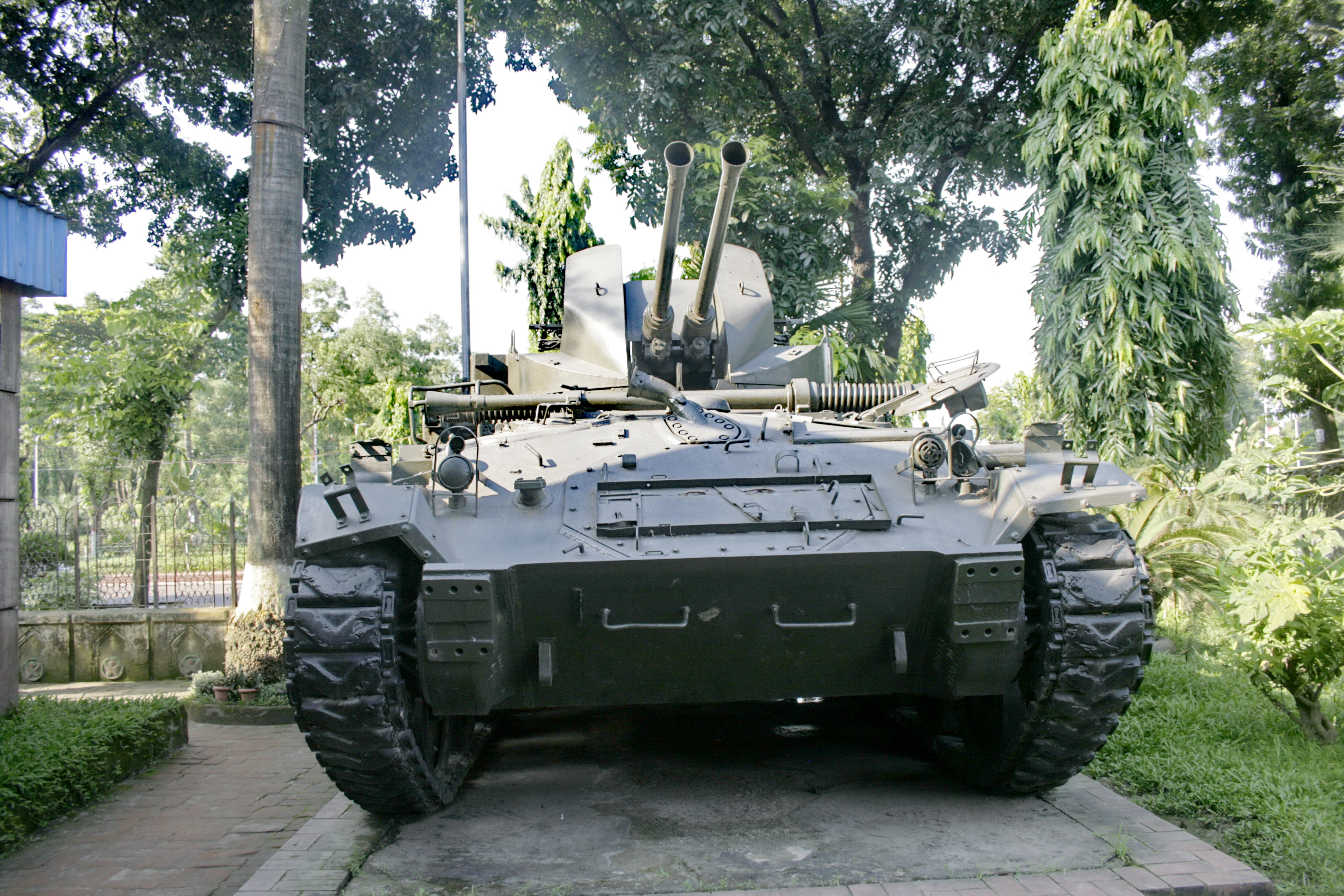
M19 GMC
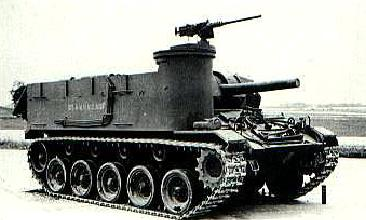
M37 105mm HMC
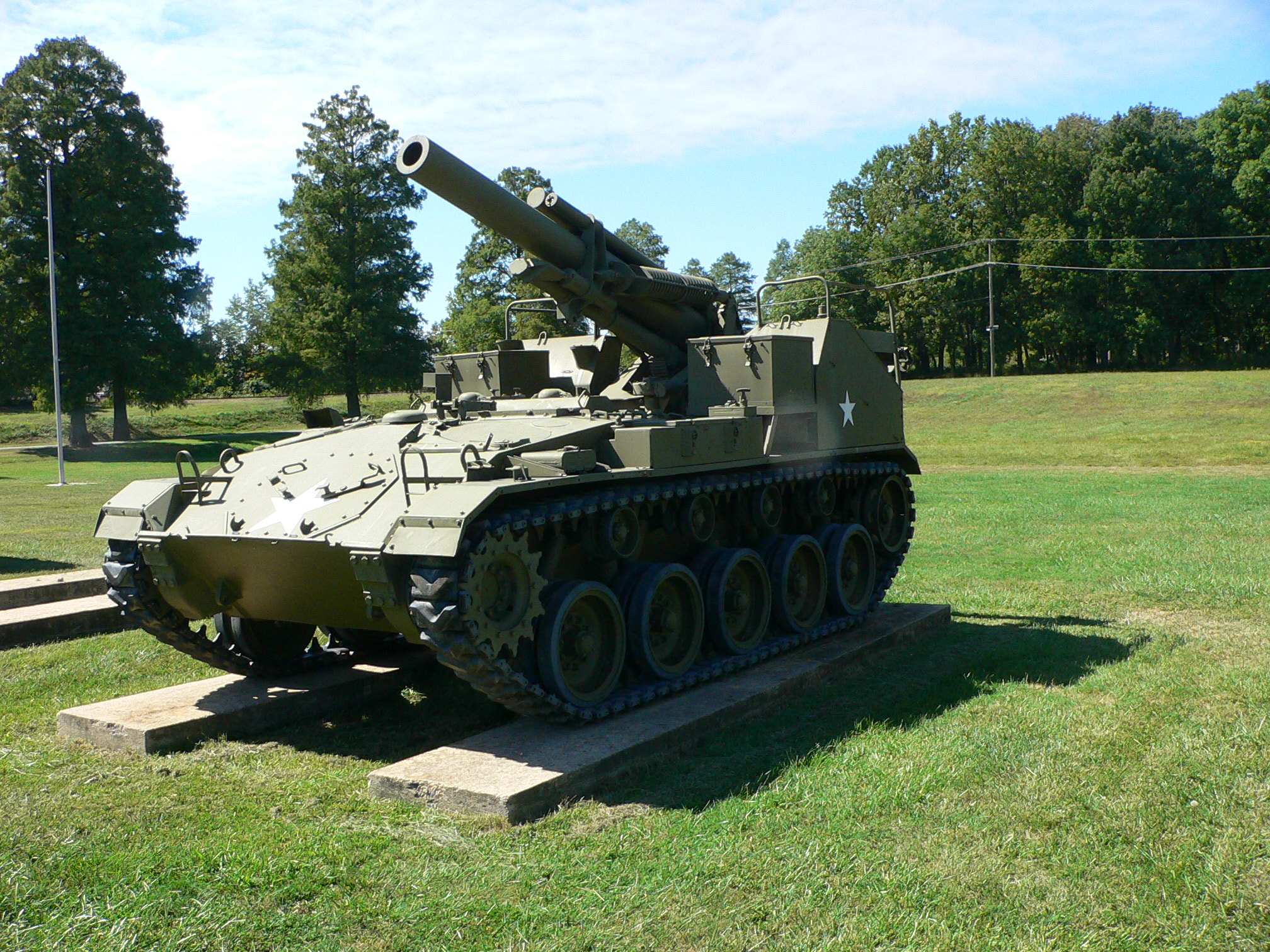
M41 155mm HMC
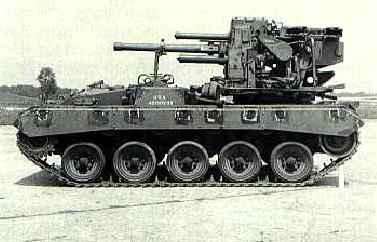
T22
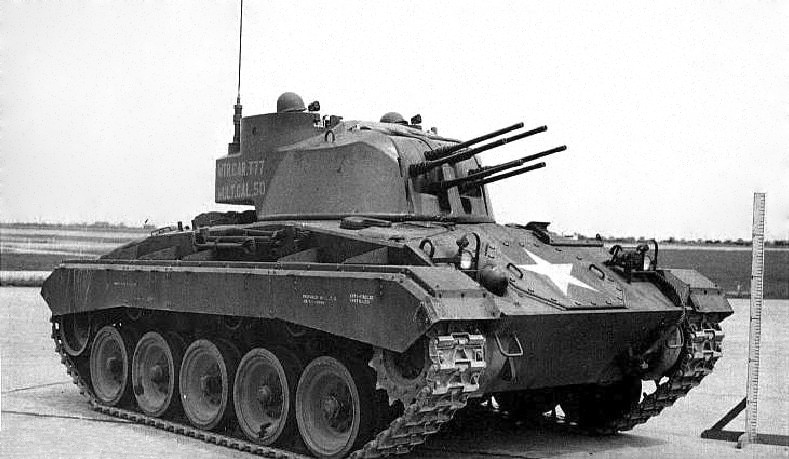
T77 MGMC
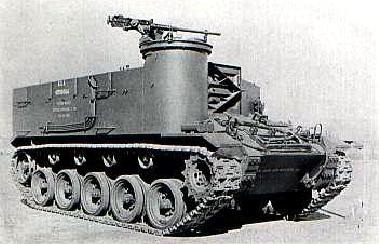
T38 4.2in MC
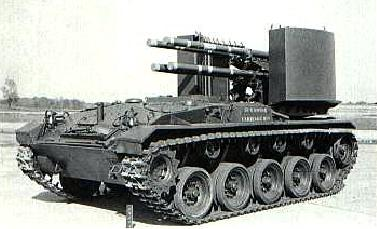
T19

多くの国では、旧式化したM24はM41などに更新されたりして退役していったが、ノルウェーでは近代化改修型のNM-116を1973年に試作、これはM24から79輌が改造され、1970年代後半に部隊配備された。武装はレーザー測遠器付きのフランス製戦車砲D/925 90mm低圧砲に換装、同軸機銃も12.7mm重機関銃M2に変えられていた。車体機銃は廃止され、副操縦手席は弾薬を置くスペースとなった。また、エンジンは6V53-T水冷式ディーゼルエンジンに、変速機もオートマチックのアリソンMT650に変更、夜間暗視装置も搭載されていた。本車は軽駆逐戦車として扱われたが、既に退役している。
陸上自衛隊でもM24をベースとして戦後初の自走砲となるべく「SY（試製56式105mm自走砲）」を開発したが、一次、二次試作車共に充分な性能を発揮することが叶わず、計画中止となっている。

## 採用国

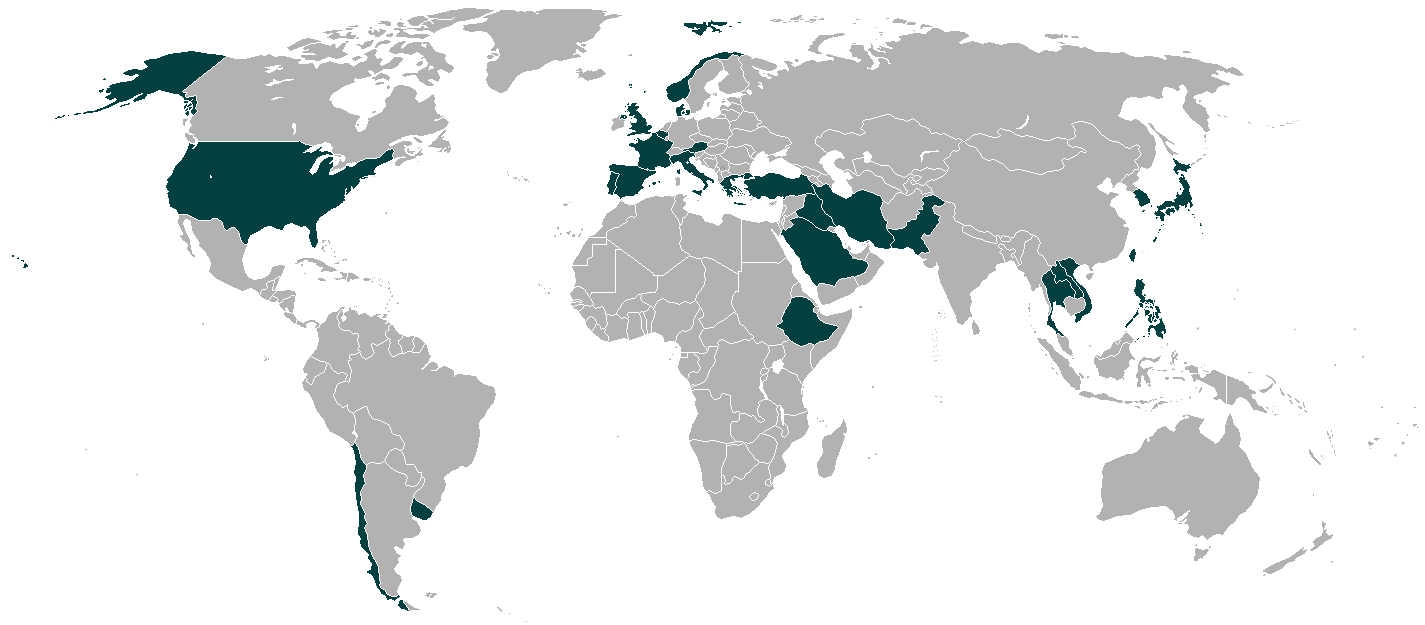
M24 採用国

- オーストラリア
- ベルギー
- カンボジア
- チリ
- デンマーク
- エチオピア
- フランス
- ギリシャ
- イラン
- イラク
- イタリア
- 日本
- ラオス
- ノルウェー
- パキスタン
- フィリピン
- ポルトガル
- 中華民国（台湾）
- 大韓民国
- サウジアラビア
- ベトナム共和国
- スペイン
- タイ
- トルコ
- イギリス
- ウルグアイ
- アメリカ合衆国
- ベトナム

## 登場作品

### 日本映画
東宝特撮作品では、防衛隊の陸上兵力の中核として、初期の東宝特撮作品にも数多く登場している。また、実際に自衛隊の車両を撮影したライブフィルムの他、特撮用の自走式のミニチュアも製作された。これらは後に61式戦車のミニチュアに改造され、さらに74式戦車のミニチュアに再改造されている。
この他、1960年代から1970年代にかけて製作された日本の戦争映画、もしくは戦車が作中に登場する映画には自衛隊の装備車両が登場する作品が多数存在している。
『ゴジラシリーズ』（東宝）
『ゴジラ』（1954年）
防衛隊所属車が、東京に襲来したゴジラを攻撃する。
映像は実車による昼間の出動シーンと、自走式模型による攻撃シーンからなる。
実車の撮影地は新町駐屯地とみられる。
ミニチュアは郡司模型が制作した。納品されたものは出来が良かったが、綺麗すぎて撮影には使えないとなり、美術班がキャタピラを一度分解してつなぎを緩くすることでリアルな動きができるよう改修した。
『ゴジラの逆襲』（1955年）
防衛隊所属車が、ゴジラの迎撃に出動する。
映像はラジコンによる走行と発砲シーンのみ。
『怪獣大戦争』（1965年）
防衛隊所属車が、X星人に操られて市街地を破壊するゴジラとラドンを迎え撃つ。
映像は『空の大怪獣ラドン』からの流用。
『地球攻撃命令 ゴジラ対ガイガン』（1972年）
防衛隊所属車が、東京を破壊するキングギドラとガイガンを迎え撃つ。
映像は『空の大怪獣ラドン』からの流用。
『空の大怪獣ラドン』（1956年、東宝）
福岡市内で暴れまわるラドンを攻撃するが、ラドンの暴風に伴い退避する。その後、阿蘇山攻撃にも参加する。
映像は実写による市街地の走行シーンとラジコンによる発砲シーンからなる。
ミニチュアは『ゴジラ』からの流用。
『地球防衛軍』（1957年、東宝）
ミステリアンドームを包囲するが、攻撃するシーンはない。
『大怪獣バラン』（1958年、東宝）
『五人の突撃隊』（1961年、大映）
ビルマ戦線を舞台にした戦争映画。敵軍戦車および鹵獲した戦車として実車が登場。このほか冒頭の戦闘シーンではM4中戦車も登場する。
『激動の昭和史 沖縄決戦』（1971年、東宝）
撮影には木製の実物大模型のほか、自衛隊の中古車輌も併用された。
『樺太1945年夏 氷雪の門』（1974年、JMP）
陸上自衛隊の装備車両がソビエト戦車として登場。

### 日本国外映画
『地球へ2千万マイル』（1957年、アメリカ）
イタリア軍戦車として登場。市街地での戦闘で怪物「イーマ」に主砲から火炎放射を浴びせ、コロッセオでの決戦においては主砲およびM2重機関銃で攻撃する。
『大列車作戦』（1964年、フランス・イタリア・アメリカ）
フランス軍の車両がドイツ戦車に扮して大量に登場。主に輸送列車に搭載された貨物役だが、爆撃シーンでは実際に吹き飛ばされる描写もある。
『ナヴァロンの要塞』（1961年、イギリス・アメリカ）
撮影現地のギリシャ陸軍の協力により、ドイツ戦車として多数の本車が稼働状態で列を成して登場。
『冷凍凶獣の惨殺』（1961年、デンマーク）
デンマーク軍が全面的に協力しており、デンマーク陸軍の装備するM24がセンチュリオン Mk.5/2と共に怪獣攻撃に登場する。
『バルジ大作戦』（1965年、アメリカ）
撮影場所であるスペイン軍の装備車両。キングタイガー役であるM47パットンに対し、M4 シャーマン役として登場する。また、M24のバリエーションの1つであるM37 105mm自走榴弾砲も登場している。
『パリは燃えているか』（1966年、アメリカ・フランス）
外観を改造された車両がパンターおよびM10役で登場する。
パンター仕様に改装された車両は他にも『将軍たちの夜』などの数本の映画に登場しており、現在でもソミュール戦車博物館に当時の状態のまま保管されている。
『レマゲン鉄橋』（1969年、アメリカ）
アメリカ軍戦車として登場。冒頭、対岸からの砲撃を受け、行進射撃で応戦するシーンは当作の印象的なシーンとしてよく語られる。
当作はチェコスロバキアでロケが行われているが、登場するM24はオーストリア軍の装備車両である。
『パットン大戦車軍団』（1970年、アメリカ）
シチリア島攻略作戦のシーンにおいてイギリス軍戦車として登場。その他のシーンでもアメリカ軍の戦車としてたびたび画面に写っている。また、バリエーションの1つであるM37 105mm自走榴弾砲が北アフリカ戦線のシーンで登場する。『バルジ大作戦』同様、ロケ地のスペイン軍の車両である。

### テレビドラマ
『特攻野郎Aチーム』（1983年 - 1987年）
防盾がオリジナルのものとは異なり、砲がマズルブレーキ付きの長砲身（実物の砲ではなくダミーである）のものになっている。この車両は映画撮影用車両のレンタル会社の所有品で、他にもいくつかの作品に登場している。
『アメリカ』（1987年）
主砲にT字型のマズルブレーキが付いた、一見M41軽戦車風の車両が登場する。
『セカンドインパクト』（1997年）
1997年製作のテレビ映画。ジョー・ダンテ監督。州兵の装備として登場。
当作品にはM24の他にM4中戦車も登場している。どちらもアメリカ軍の装備としては考証が誤りだが、これは作品の内容上、軍の協力が得られなかったためと、予算の都合上からレンタルできる車両がそれらしかなかったためである。

### アニメ
『ガールズ&パンツァー』
『ガールズ&パンツァー 劇場版』（2015年）
大学選抜チームの車両として登場。
『ガールズ&パンツァー最終章』（2017年 - ）
最終章第二話でヴァイキング水産高校の車両として登場。

### ゲーム
『コンバットチョロQ』（1999年）
アメリカタンクとして登場。また、アリーナのライトクラスの44番の敵として登場。
『新コンバットチョロQ』（2002年）
架空の国家「プロトン王国」の国王の車両。戦闘には参加せず、敵国の「Qシュタイン帝国」の攻撃から逃れるために身を潜めていた。また、ゲームをクリアするとプレイヤーも使用可能になる。
『鉄人28号』（1999年）
自衛隊の軽戦車として登場。
『R.U.S.E.』（2010年）
アメリカの軽戦車として登場。
『War Thunder』（2011年 - ）
アメリカ陸軍ツリーおよび陸上自衛隊ツリーまた中国ツリー、イタリアツリーの軽戦車として登場。エジプト陸軍がフランスの協力で改造したAMX-13-M24(AMX-13の車体にM24の砲塔を載せたもの)がフランスプレミアム車両として登場。アメリカの対空戦車としてM19とM42が登場。
『World of Tanks』（2011年 - ）
アメリカ軽戦車「M24 Chaffee」として開発可能。また、レースゲーム専用の「M24 Chaffee Sport」が期間限定配布された。
『トータル・タンク・シミュレーター』（2020年）
アメリカの改軽戦車CHAFFEEとして登場。

### 小説
『大日本帝国欧州電撃作戦』
欧州に派遣された日本軍に供与された。

### その他
『CALL ME』（2005年）
YOSHII LOVINSON（吉井和哉）の曲「CALL ME」のPV。吉井がM24に乗って歌っている。フランス在住のコレクターの所有物を借りたもので、撮影もフランスで行われた。